# واتسلاف
واتسلاف (Václav یا Vácslav؛‏ تلفظ چکی: [ˈva:tslaf])، یک نام کوچک مردانه به زبان چکی (با اصالتِ اسلاوی) است و ممکن است به یکی از موارد زیر اشاره داشته باشد:
- واتسلاف (نوید) بارتا (زادهٔ ۱۹۸۰)، خواننده و بازیگر اهل جمهوری چک
- واتسلاف پیلاژ (زادهٔ ۱۹۹۶)، بازیکن فوتبال اهل جمهوری چک
- واتسلاف کلاوس (زادهٔ ۱۹۴۱)، سیاستمدار و دومین رئیس‌جمهور جمهوری چک (۲۰۰۳–۲۰۱۳)
- واتسلاف نتسکاژ (زادهٔ ۱۹۴۳)، بازیگر و خوانندهٔ اهل جمهوری چک
- واتسلاف نیژینسکی (۱۸۸۹/۱۸۹۰–۱۹۵۰)، بالرین مرد اهل روسیه
- واتسلاف ویتس (۱۸۹۸–۱۹۶۶)، فیلم‌بردار اهل جمهوری چک
- واتسلاف هاول (۱۹۳۶–۲۰۱۱)، سیاستمدار و نخستین رئیس‌جمهور جمهوری چک (۱۹۹۳–۲۰۰۳)
- واتسلاف هوورکا (زادهٔ ۱۹۳۱)، بازیکن فوتبال اهل جمهوری چک
- واتسلاف یِژِک (۱۹۲۳–۱۹۹۵)، مربی فوتبال اهل چکسلواکی سابق

## توضیح
- سایر گونه‌های املایی: واشِک (Vašek)، واشیک (Vašík)، وِنتسا (Venca)، وِندا (Venda).